# 浙江加州国际纳米技术研究院
浙江加州国际纳米技术研究院（Zhejiang-California International NanoSystems Institute，缩写：ZCNI）是浙江省政府、浙江大学和美国加州纳米技术研究院联合建设的科研机构，2005年6月省政府批准设立，浙江大学受委托管理，仿照美国加州纳米技术研究院（California NanoSystems Institute，缩写：CNSI）的管理模式机制独立运行。院址位于紫金港校区。
2007年12月研究院被科技部和国家外国专家局认定为国家级国际联合研究中心，是中国首批33家国际科技合作重点科研机构之一，也是中国纳米领域唯一的国家级国际联合研究中心。